# Asclepias vestita
Asclepias vestita ist eine Pflanzenart der Gattung Seidenpflanzen (Asclepias) aus der Unterfamilie der Seidenpflanzengewächse (Asclepiadoideae). Sie kommt in den zentralen und südlichen Teilen von Kalifornien vor.

## Merkmale

### Erscheinungsbild, Wurzel, Sprossachse und Blatt
Asclepias vestita ist ausdauernde, krautige Pflanze, die jedes Jahr aus dem „Wurzelstock“ neu austreibt. Die büschelig aufsteigenden oder mehr oder weniger niederliegenden, kräftigen Sprossachsen besitzen aufrechte Sprossspitzen sind seitliche abgeflacht und/oder mit mehr oder weniger stark ausgeprägten Kanten versehen. Die unverzweigten bis selten verzweigten (bereits an der Basis) Sprossachsen sind 20 bis 70 cm lang (bis 1 m). Die frischen Sprossachsen sind dicht wollig behaart und können später verkahlen.
Die gegenständig angeordneten Laubblätter sind in Blattstiel und Blattspreite gegliedert. Der Blattstiele ist mit einer Länge von 0,4 bis 1 cm relativ kurz. Die einfache, fest-häutige, gelegentlich sogar etwas sukkulente Blattspreite ist bei einer Länge von 4 bis 14 cm und einer Breite von 2 bis 5 cm breit-eiförmig bis breit-lanzettlich mit breit-gerundeter und herzförmiger Spreitenbasis und zugespitztem äußeren Ende. Frische Laubblätter sind auffällig behaart, ganz besonders an der Blattunterseite; mit zunehmendem Alter verkahlen sie mehr oder weniger.

### Blütenstand und Blüte
Die Blütezeit reicht von April bis Juli. Die einzeln und endständig, oder zweit bis dritt seitlich an den obersten Nodien sitzenden Blütenstände enthalten bis zu zehn Blüten. Die schlanken Blütenstiele sind 2 bis 3 cm lang und sind mit feinen, weißen flaumigen Haaren bedeckt. 
Die zwittrigen Blüten sind zygomorph und fünfzählig mit doppelter Blütenhülle. Die fünf fein flaumig behaarten Kelchblätter sind bei einer Länge von 4 bis 5 mm lanzettlich. Die Blütenkrone ist mittelgroß. Die 7 bis 8 mm langen Kronblätter sind radförmig abgespreizt, gelblich-weiß und mehr oder weniger purpurfarben getönt. Die kurz gestielte Nebenkrone ist weiß bis cremefarben. Der Stiel ist bei einer Länge von ungefähr 1 mm und einem Durchmesser von etwa 2 mm breit breit-verkehrt-konisch. Die 2 bis 3 mm langen Zipfel der Nebenkrone sind im Umriss dreieckig bis verkehrt-eiförmig und am äußeren Ende abgeflacht. Der Sekundärfortsatz an der Innenseite der Zipfel ist sichelförmig gekrümmt und liegt dem jeweiligen Zipfel innen an; er ist ungefähr so lang wie der Zipfel. Der Griffelkopf ist abgeflacht konisch, etwa 2 mm lang und 3 mm breit.

### Frucht und Same
Die Balgfrüchte stehen aufrecht auf gebogenen Stielen. Die Balgfrüchte sind bei einer Länge von 5 bis 8 cm sowie einem Durchmesser von ungefähr 3 cm breit-spindelförmig und kurz gespitzt. Die glatte Oberfläche ist dicht mattenartig mit kurzen Haaren bedeckt, kann aber auch fast kahl sein. Die Samen sind bei einer Länge von etwa 1 cm breit-elliptisch. Der hellbraune Haarschopf ist bis zu 2,5 cm lang.

## Vorkommen
Das Areal von Asclepias vestita ist auf die zentralen und südlichen Teile von Kalifornien beschränkt. Sie wächst dort In Höhenlagen von 50 bis 1350 Meter in trockenen Ebenen, Buschland, Grasland, aber auch in lichten Wäldern.

## Systematik und Phylogenie
Die Erstbeschreibung  von Asclepias vestita erfolgte 1844 durch William Jackson Hooker und George Arnott Walker. 
Derzeit werden zwei Unterarten akzeptiert:
- Asclepias vestita subsp. vestita: Sie ist durch kräftige Sprossachse, etwas größere Blätter (als die Unterart parishii), terminale, aber auch laterale Blütenstände sind charakterisiert. Die gelblich-weiße Blütenkrone zeigt nur wenig purpurfarbene Tönung. Sie blüht von April bis Juli. Verbreitung: zentraler Teil von Kalifornien im Kalifornischen Längstal und Zentral-Westkalifornien.[1]
- Asclepias vestita subsp. parishii (Jepson) Woodson[4]: Die Sprossachsen sind schlanker, Blätter schmaler und kleiner. Es wird gewöhnlich nur ein einziger, endständiger Blütenstand pro Sprossachse ausgebildet. Die gelblich-weiße Blütenkrone ist gewöhnlich stark purpurfarben getönt. Sie blüht von April bis Mai. Verbreitung: Südkalifornien in Zentral-Westkalifornien, den Transverse Ranges und der Mojave-Wüste.[1]

Die zwei Unterarten sind zwar nicht so gut definiert bzw. scharf abgegrenzt wie andere Unterarten innerhalb der Gattung Asclepias. Es besteht aber eine sehr deutliche geographische Verteilung ohne größere Überlappungen. 
Nach der molekulargenetischen Analyse verschiedener Asclepias-Arten von Nordamerika ist Asclepias vestita die Schwesterart von Asclepias californica.

## Belege